# Peucetia punjabensis
Peucetia punjabensis là một loài nhện trong họ Oxyopidae.
Loài này thuộc chi Peucetia. Peucetia punjabensis được Pawan U. Gajbe miêu tả năm 1999.